# 58734 Jeantarde
58734 Jeantarde è un asteroide della fascia principale interna. Scoperto nel 1998, presenta un'orbita caratterizzata da un semiasse maggiore pari a 2,319693 UA e da un'eccentricità di 0,140604, inclinata di 5,327957° rispetto all'eclittica.
Jean Tarde fu un ecclesiastico e astronomo francese nato a La Roque-Gageac. Sostenitore dell'eliocentrismo, studiò le macchie solari per 10 anni con un telescopio prestatogli da Galileo. Poiché Jean credeva che il Sole fosse puro, adottò l'idea che le macchie solari fossero piccoli pianeti in orbita vicino al Sole, che chiamò pianeti dei Borbone.